# Metroliner
Os Metroliner eram trens de alta velocidade que operavam entre Washington, D.C. e Nova Iorque, de 1969 a 2006. Eles foram inicialmente operados pela Penn Central Transportation (sucessora da Pennsylvania Railroad), mas logo começaram a ser operados pela Amtrak, e assim foram operados por 35 anos.
O serviço ferroviário originalmente era executado por Budd Metroliners, TUEs projetados para alcançar a alta velocidade ferroviária. Estes se provaram instáveis e foram substituídos por outros trens na década de 1980. Os trens tinham assentos de classe de negócios e primeira classe. As viagens mais rápidas entre a Penn Station (Nova Iorque) e a Union Station (Washington, D.C.) duravam 2,5 horas, mas algumas viagens nos anos 80 duravam 4 horas.
A Amtrak substituiu o Metroliner pelo serviço de trens de alta velocidade Acela, que pode chegar numa velocidade comercial de 240 km/h. O novo serviço começou a operar em 2000, mas por algumas complicações não substituiu completamente os Metroliner até 2006.

## História

### Início de operação

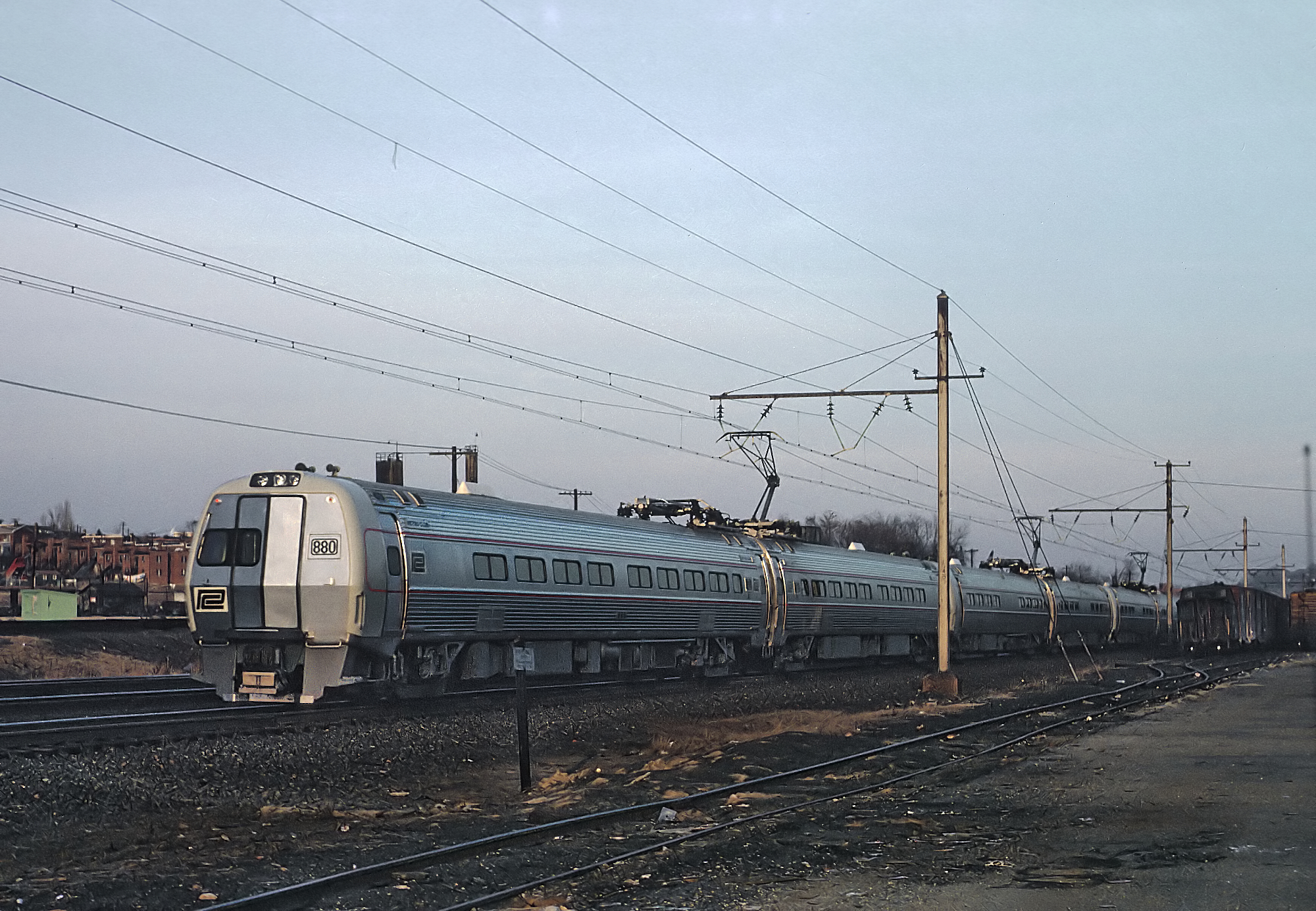
Um Budd Metroliner na inauguração do Metroliner em 16 de janeiro de 1969.

A Lei de Transporte Terrestre de Alta Velocidade de 1965, marcou o início dos esforços do Governo dos EUA para desenvolver uma serviço ferroviário de alta velocidade para o Corredor Nordeste. O Departamento de transportes dos EUA trabalhou com a Pennsylvania Railroad, Budd Company, General Eletric e com a Westinghouse para desenvolver um trem de passageiros de alta velocidade. Em 6 de maio de 1966, 50 vagões Budd Metroliner foram encomendados, com a conclusão agendada para outubro de 1967. A velocidade, inicialmente foi de 180 km/h mas depois subiu para 240 km/h, com uma viagem de Nova Iorque a Washington, D.C. durando uma hora e de Nova Iorque a Filadélfia levando meia hora. A administração Johnson usou o projeto para ganhar capital político e por isso, acelerou o cronograma.
Os novos trens foram concebidos para plataformas elevadas para um embarque mais rápido; A PRR (Pennsylvania Railroad) construiu estações elevadas em Wilmington, Baltimore, e em Washington entre 1967 e 1968. Em 13 de junho de 1967, a PRR anunciou os planos de construir a estação Metropark. No mesmo mês, a PRR decidiu que o novo serviço se chamaria "Metroliner", e anunciou que as passagens seriam mais caras do que as de trens convencionais.
Os primeiros trens foram entregues em setembro de 1967, mas logo apresentaram vários problemas elétricos. O começo da operação  foi adiada para janeiro de 1968, e em março de 1968 foi adiado indefinidamente. A PRR se tornou a Penn Central no dia primeiro de fevereiro de 1968. A SEPTA (autoridade de transporte público da região de Filadélfia) recusou seus 11 Metroliner, que seriam usados na rota entre Filadélfia e Harrisburg. Em agosto, a Penn Central alugou os Metroliner da SEPTA, aumentando sua frota para 61 composições. Em outubro de 1968, testes provaram que os trens podiam percorrer a rota em três horas, e modificações elétricas aumentaram a confiabilidade do trem. A Penn Central e a Budd chegaram a um consenso na sua batalha legal, a Penn Central anunciou que o serviço começaria a operar em 16 de janeiro de 1969.
Em 15 de janeiro de 1969, houve uma viagem entre Washington e Nova Iorque para convidados especiais. A operação finalmente começou em 16 de janeiro de 1969, com uma única viagem diária, saindo de Nova Iorque pela manhã e chegando em Washington à tarde. Em 10 de fevereiro, foi adicionada outra viagem diária, desta vez saindo de Washington. Um serviço expresso de 2,5 horas de duração foi adicionado em 2 de abril de 1969. Entretanto, os problemas com os trens continuaram e temporariamente a velocidade máxima teve que ser reduzida de 190 km/h para 180 km/h.
Apesar das dificuldades, o serviço provou-se muito popular e bastante lucrativo, com 90% dos trens chegando pontualmente. A Penn Central adicionou um sistema de bilhetes computadorizado em agosto de 1969 e dobrou a quantidade de viagens diárias em 27 de outubro. Em 16 de março de 1970, a estação Capital Beltway passou a ser servida pelos Metroliners, e todas as viagens eram planejadas para durar três horas. Uma sétima viagem diária foi adicionada em agosto. A partir de 1º de fevereiro de 1971, uma transferência entre plataformas para o serviço Turboliner para Boston foi oferecida na Penn Station. Entretanto, a velocidade máxima foi reduzida novamente para 160 km/h, fazendo dos Metroliner pouco mais velozis do que trens convencionais.

### Era Amtrak
A Amtrak assumiu o serviço no dia primeiro de maio de 1971. Apesar de vários trens terem sido retirados de operação durante a incorporação do serviço à Amtrak, o número de viagens diárias aumentou para nove. Posteriormente, mais viagens diárias foram adicionadas, aumentando o número total para 12 em 14 de novembro de 1971; uma viagem passou a ir até New Haven, Connectticut. Mais duas viagens diárias foram adicionadas em 1 de maio de 1972, e em 28 de outubro de 1973, o número máximo de 15 viagens diárias foi atingido.

### Mudança de material-rodante

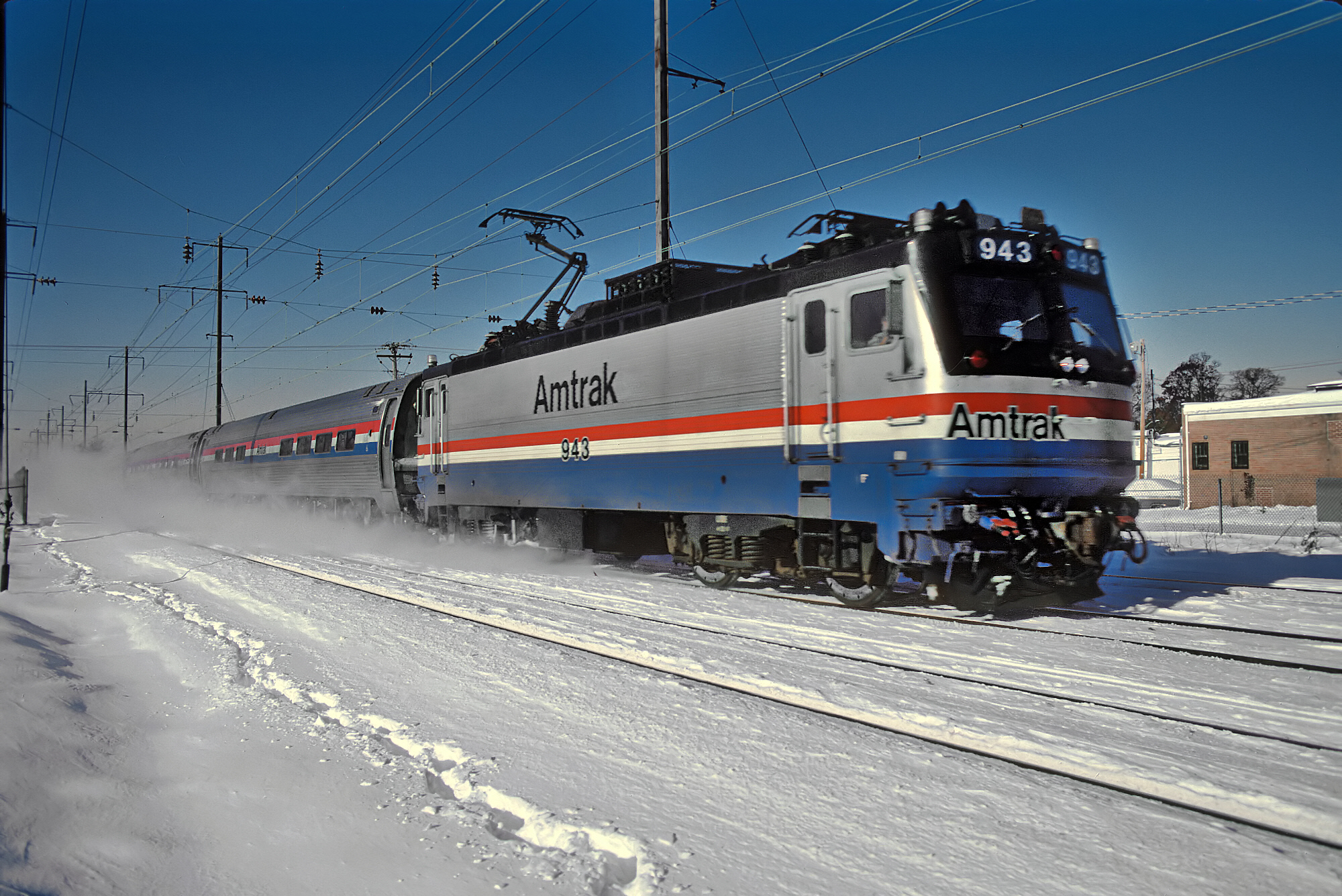
Um Metroliner em 1987, com uma das novas locomotivas AEM-7.

Apesar de inicialmente serem promissores, os Budd Metroliner se provaram instáveis; em janeiro de 1978, locomotivas convencionais GG1 e E60 transportando vagões da Amtrak tinham uma pontualidade superior aos Metroliner. Em março de 1978, a Amtrak começou a mandar os trens para a General Electric para consertos.
Em 1982, a Amtrak substituiu as locomotivas Budd Metroliner, que tinham desenvolvido problemas nos motores que limitavam sua velocidade, por locomotivas AEM-7, desenvolvidas na Suécia. A velocidade máxima das locomotivas aumentou de 190 km/h em 1982 para 201 km/h em 1985. Seis meses depois de 29 de outubro de 1990, o serviço expresso entre Washington e Nova Iorque durava 2 horas e 30 minutos, com uma velocidade média de 145 km/h.

### Descontinuação
A Amtrak usou os Metroliner como substituição ao Acela durante os problemas com o sistema de freios do mesmo em 2002 e 2005. Quando as composições do Acela foram reparadas, o número de trens foi reduzido para apenas um trem a cada dia de semana, e foi finalmente encerrado em 27 de outubro de 2006. O atualmente operante, Northeast Regional, atinge a velocidade máxima dos Metroliner mas faz mais paradas e não oferece assentos de primeira classer. Com uma viagem entre Washington e Nova Iorque durando 2 horas e 45 minutos, o Acela é mais devagar do que os Metroliner mais rápidos.

### Outros serviços Metroliner
Em 31 de outubro de 1982, a Amtrak adicionou o serviço New England Metroliner, que conectava Nova Iorque e Boston e funcionava com locomotivas à diesel ao norte de New Haven. Foram descontinuados em 28 de abril de 1984.
Um novo serviço foi adicionado no corredor ferroviário entre Los Angeles e San Diego, suplementando o então existente San Diegan. Chamado de Metroliner, o serviço fazia apenas duas paradas intermediárias, fazendo todo o percurso 15 minutos mais veloz do que o San Diegan. O serviço foi descontinuado em 28 de abril de 1985.
Em 29 de outubro de 1989, a Amtrak começou a oferecer uma viagem diária pela manhã só de ida, que ia de Downingtown, Pensilvânia até Washington. O serviço era usado principalmente por empregados da Amtrak, uma vez que não existia uma viagem noturna para atendeu passageiros comuns. Foi descontinuado em 25 d eoutubro de 1991.